# Harvey Näbbson
Harvey Näbbson är en amerikansk animerad TV-serie från 2015 av C.H. Greenblatt, som visas på Nickelodeon.